# O Jardim Selvagem
O Jardim Selvagem é um conto da escritora brasileira Lygia Fagundes Telles presente no livro Antes do Baile Verde, escrito ao longo de duas décadas e publicado em 1969. O resumo Jardim Selvagem segue a linha das outras narrativas da obra, que focam no feminino e em histórias sobre mulheres e as dificuldades e limitações em seu cotidiano e os acontecimentos da abrangem cerca de três meses e meio a quatro meses, do casamento de Ed e Daniela até o desfecho, e a personagem que atua como narrador é uma criança, e será sob o seu ponto de vista que o leitor verá os temas adultos – a relação matrimonial, o preconceito, a morte – serem analisados.